# ネコメアマガエル亜科
ネコメアマガエル亜科（ネコメアマガエルあか、亜科名：Phyllomedusinae〈フィッロメドゥシナエ〉）は、動物に関する分類学のシステムに基づいた学術的なグループ名。おもに新熱帯区に在来する、いわゆるアマガエルの仲間で編成された8つの属を一括する分類群。1858年にドイツ出身のアルベルト・ギュンターが設立。アマガエル科の下位に位置する階級。
なお本亜科は、地理的に離れたオーストラリアとニューギニア島におけるオセアニアアマガエル亜科の姉妹群とされており、新生代初期の南アメリカにおいて両亜科で共通する祖先が存在したが、始新世に離散したのではないかと考えられている。よってオセアニアアマガエル亜科は、南アメリカから当時はまだ凍っていなかった南極大陸を経由してオーストララシアに移住した祖先によって形成された可能性がある。また、この両亜科を含むクレードはアマガエル亜科に対する姉妹群として古第三紀初期に分岐したという。

## ネコメアマガエル亜科を編成する属
- アカメアマガエル属[3]（Agalychnis〈アガリクニス〉）
- カッリメドゥーサ（Callimedusa）
- アカハラアカメアマガエル属[3]（Cruziohyla〈クルツィオイラ〉）
- サメハダアマガエル属[3]（Hylomantis〈ヒロマンティス〉）
- ブラジルネコメアマガエル属[3]（Phasmahyla〈ファスマイラ〉）
- フリノメドゥーサ（Phrynomedusa）
- ネコメアマガエル属[3]（Phyllomedusa〈フィッロメドゥーサ〉）
- ピテコプス（Pithecopus）

## 注意点
1. ↑  以前は、アマガエル科とは別の独立した科Phyllomedusidae（フィッロメドゥシダエ）として考えられていた。